# Ària da capo
Una ària da capo (de l'italià aria da capo, «ària des del començament») és una forma particular d'ària, que assolí el seu punt culminant durant el darrer barroc (finals del segle xvii i primera meitat del segle xviii).
Aquest tipus d'ària és de forma ternària, és a dir, té tres seccions (A-B-A). La primera secció és una entitat musical completa, que acaba en la tònica i, en principi, es pot cantar per ella sola. La segona secció, habitualment més breu, contrasta amb la primera en mode, textura i a vegades, poques, també en el tempo. La tercera secció no acostuma a estar escrita pel compositor, que simplement indica da capo, i significa que s'ha de repetir la primera secció completa (i d'aquí que l'estructura sigui A-B-A).
La tercera secció, repetició de la primera, està pensada perquè el cantant hi improvisi variacions i ornamentacions, de manera que no es limiti a ser una repetició idèntica de la primera secció i, a més, l'intèrpret pugui demostrar les seves capacitats. Actualment, si bé la pràctica de la improvisació s'ha recuperat, els cantants moltes vegades no improvisen durant la tercera secció, sinó que es preparen els ornaments amb anterioritat, o bé són els mateixos directors o altres compositors els que preparen l'ornamentació.